# Rudolf Schulten

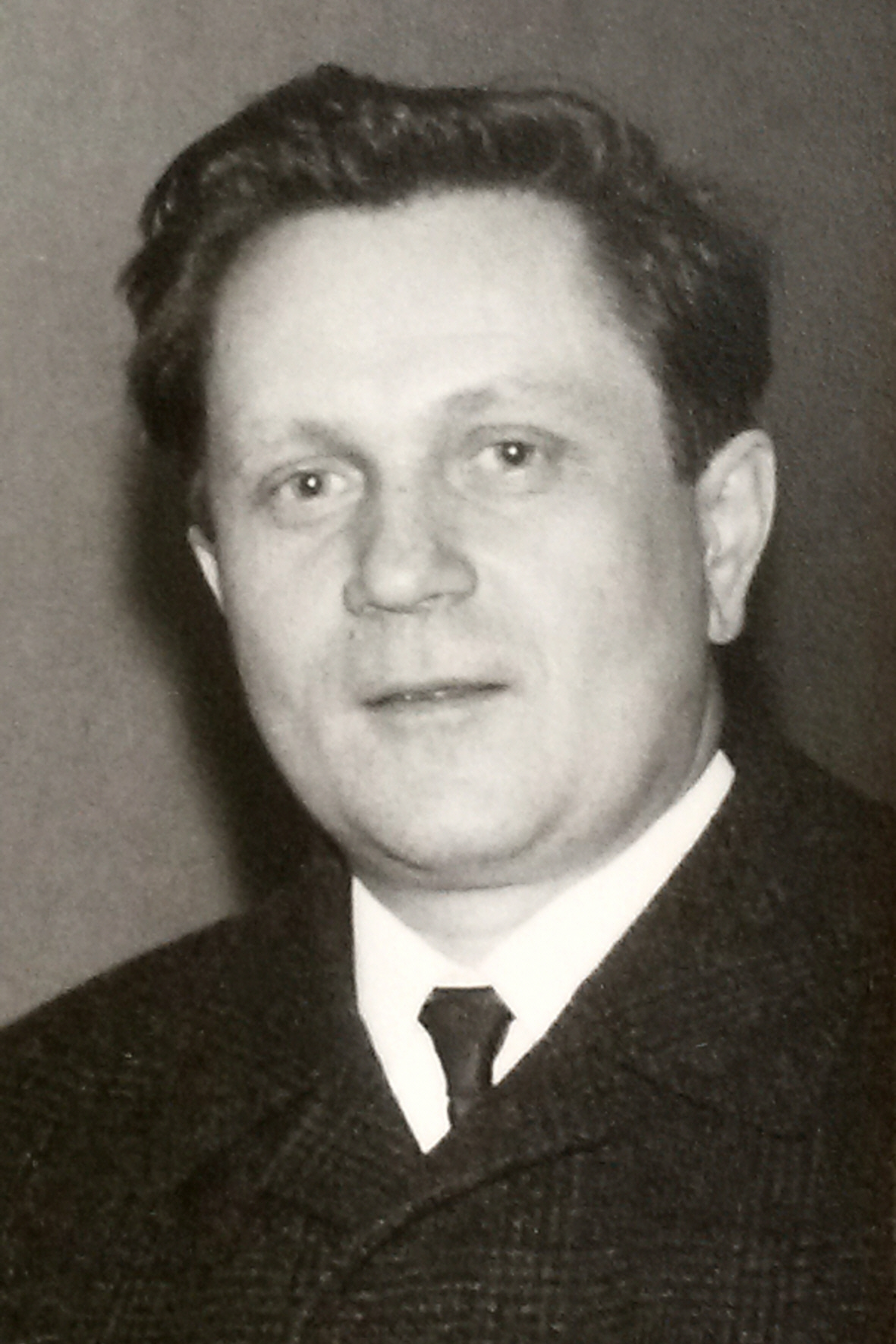
Rudolf Schulten (1968)

Rudolf Schulten (* 16. August 1923 in Oeding; † 27. April 1996 in Aachen) war ein deutscher Physiker und Visionär einer Energiewirtschaft, die Kernenergie in großem Umfang nutzen sollte.
Schulten war der Überzeugung, dass langfristig der Bedarf an elektrischer Energie, an Heizwärme/Prozesswärme und an Kraftstoff im Wesentlichen durch Kernenergie und Sonnenenergie gedeckt wird, beide zur Nutzung umgewandelt in elektrischen Strom oder chemische Energie, vor allem in Wasserstoff (Wasserstoffwirtschaft). Auch für Kernbrennstoff galt für ihn das Postulat des sparsamen Umgangs mit Energieträgern.
Schulten entwickelte das Kernkraftwerk mit Kugelhaufenreaktor. Er glaubte, so könne man Kernenergie effizient und sicher im Elektrizitätsmarkt, im Heizwärme/Prozesswärmemarkt und im Kraftstoffmarkt sicher nutzen., immer darauf verweisend, dass der Elektrizitätsmarkt nur etwa 20 % und der Wärme- und Kraftstoffmarkt etwa 80 % des Energiemarktes ausmachen.
Schulten schlug vor, den Transport von Elektrizität (mit ihren Problemen bei der Speicherung) durch den Transport von Energie mittels Wasserstoff, auch Synthesegas (beide erzeugt unter Verwendung von Kernenergie) zu ersetzen.
Der Spiegel schrieb in seinem Nachruf auf Rudolf Schulten am 6. Mai 1996: „Aus Atomkraftwerken wollte er eine ‚normale Technik‘ machen.“

## Stationen
Rudolf Schulten wurde am 16. August 1923 als Sohn des Textil-Fabrikanten Franz Schulten geboren. Sein westfälisches katholisches Elternhaus prägte sein Denken, Empfinden und Handeln zeitlebens. Schulte wurde im Zweiten Weltkrieg verwundet. Von 1945 bis 1949 studierte er Mathematik und Physik an der Universität Bonn mit dem Abschluss Diplom-Mathematiker. Er wurde 1952 unter Werner Heisenberg und Richard Becker an der Universität Göttingen mit der Dissertation Berechnungen der magnetischen Momente und Quadrupolmomente einiger leichter Kerne zum Dr. rer. nat. promoviert. Bis 1956 war er wissenschaftlicher Assistent bei Werner Heisenberg und Karl Wirtz am Max-Planck-Institut für Physik in Göttingen. Er gehörte der von Wirtz 1953 im Sinne der Rede Atoms for Peace von US-Präsident Eisenhower zusammengestellten, vor dem Deutschlandvertrag der Pariser Verträgen vom 5. Mai 1955 eigentlich nicht erlaubten Studiengruppe für Reaktorphysik an, die in Wirklichkeit bereits eine Planungsgruppe für Reaktorkonstruktion war.
Ab 1956 war Schulten beim Industrieunternehmen Brown, Boveri & Cie (BBC) in Mannheim tätig, wo er die Abteilung Reaktorentwicklung aufbaute, deren Leiter er war. 1957 bis 1961 war Schulten Geschäftsführer einer Arbeitsgemeinschaft von Brown, Boveri & Cie (BBC) und Friedrich Krupp AG zur Planung eines Kernkraftwerks. Von 1961 bis 1964 war Schulten Geschäftsführer der Brown Boveri/Krupp Reaktorbau GmbH (BBK) in Mannheim. 1957 wurde Schulten Lehrbeauftragter für Kernenergiegewinnung und Reaktorkonstruktion und 1961 Honorarprofessor für Reaktorphysik, beides an der Technischen Hochschule Karlsruhe.
Ab 1964 bis zu seiner Emeritierung 1989 war Schulten Ordinarius des Lehrstuhls für Reaktortechnik an der Rheinisch-Westfälischen Technischen Hochschule Aachen und zugleich Direktor am Institut für Reaktorentwicklung der vormaligen Kernforschungsanlage Jülich. Von 1973 bis 1974 war Schulten Dekan der Fakultät für Maschinenwesen und von 1983 bis 1985 Prorektor für Forschung und Technik, beides an der RWTH Aachen. Von 1969 bis 1985 war Schulten mit Unterbrechungen insgesamt acht Jahre Vorsitzender des Wissenschaftlich-Technischen Rates der KFA Jülich.
Von 1965 bis 1970 war Schulten für die THTR-Assoziation (EURATOM, BBK, KFA) der Leiter des Projektes Prototypreaktor THTR-300.
Von 1981 bis 1984 war Schulten Mitglied der Reaktor-Sicherheitskommission (RSK) der deutschen Bundesregierung und der RSK-Ausschüsse „Leichtwasserreaktoren“ und „Hochtemperaturreaktoren“.
Von 1958 bis 1995 war Schulten zunächst Mitherausgeber und dann Mitglied des Herausgeberbeirats der Fachzeitschrift atw – atomwirtschaft – atomtechnik (heute atw – International Journal for Nuclear Power), des offiziellen Fach- und Mitteilungsblatts der Kerntechnischen Gesellschaft e.V.
Rudolf Schulten war verheiratet mit Elisabeth geb. Stützel aus Düsseldorf. Das Ehepaar Schulten hat eine Tochter und zwei Söhne, darunter Dr. rer. pol. Rudolf Schulten, Senior Adviser der Roland Berger Strategy Consultants, ehedem Abteilungsleiter der Berliner Stromversorger BEWAG, kaufmännischer Vorstand der GASAG Berliner Gaswerke Aktiengesellschaft, Vorsitzender des Vorstandes der MVV Energie AG, Mannheim, und Finanzvorstand der EnBW Energie Baden-Württemberg AG, Stuttgart.

## Wirken

### Beginn und Suchen
Ab 1955 war Schulten mit der Planung des ersten deutschen Kernreaktors, des Forschungsreaktor 2, befasst, der bei der 1956 gegründeten Reaktorbau- und -betriebsgesellschaft mbH in Karlsruhe gebaut wurde. Deshalb hielt sich Schulten verschiedentlich in den USA, vor allem beim Oak Ridge National Laboratory, und in Großbritannien auf, um die laufenden Kernreaktor-Entwicklungen zu studieren. Dies geschah auch schon 1954, verbotenerweise vor dem Deutschlandvertrag der Pariser Verträge vom 5. Mai 1955, durch den der Bundesrepublik Deutschland Forschung und Entwicklung der zivilen Nutzung der Kernenergie erlaubt wurde.

### Genfer Atomkonferenz
Anfang der 1950er-Jahre kam weltweit die Angst vor einer Energieknappheit auf. So sahen die Deutschen ihr Wirtschaftswunder gefährdet. Auf der 1. Internationalen Konferenz der friedlichen Nutzung der Kernenergie vom 8. bis 20. August 1955 in Genf, an der Deutschland nach dem Ende seines Besatzungsstatus am 5. Mai 1955 teilnehmen durfte, wurde die zivile Nutzung der Kernenergie als Lösung für die Überwindung der vermeintlichen Energieknappheit identifiziert. 68 Mitglieder zählte die deutsche Delegation aus überwiegend Wissenschaftlern sowie einigen Vertretern aus den Bundesministerien und der Wirtschaft. Der 32-jährige Schulten nahm an der Konferenz teil.
Die deutschen Teilnehmer waren entsetzt über den Rückstand, den Deutschland im Wissen um die zivile Nutzung der Kernenergie hatte. Die Wissenschaft im Einvernehmen mit der Politik regte an, dass in Deutschland alle Kräfte gebündelt werden müssten, um diesen Rückstand zu überwinden. Allenthalben folgte eine Zeit des Aufbruchs in Sachen Kernenergie, quer durch alle gesellschaftlichen Gruppierungen.
Auch Rudolf Schulten fühlte sich zum Handeln aufgerufen, die zivile Nutzung der Kernenergie zu verwirklichen, im Elektrizitäts- wie auch im Heizwärme/Prozesswärme- sowie im Kraftstoffmarkt, so wie es die Konferenz in Genf gefordert hatte.

### Thorium-Uran-Brennstoffzyklus
Schulten entschied sich von Anfang an für den Thorium-Uran-Zyklus und gegen den Uran-Plutonium-Zyklus, wie er beim Leichtwasserreaktor LWR zur Anwendung kommt. Er verfolgte die Möglichkeit, im Kernreaktor den Kernbrennstoff Uran-233 aus dem Brutstoff Thorium-232 zu erzeugen und in situ zu nutzen, ohne Plutonium zu bilden. Ein Grund war der allgemein befürchtete Preisanstieg des natürlichen Kernbrennstoffs Uran-235 durch dessen vermeintliche nachfragebedingte Verknappung. Thorium ist in der Erdkruste etwa doppelt bis dreimal so häufig wie Uran. Schulten hatte außerdem grundsätzliche Vorbehalte gegenüber den gesundheitlichen Gefährdungen durch Plutonium. Neueste Entwicklungen heute sehen den Thorium-Uran-Brennstoffzyklus in Salzschmelzenreaktoren besser verwirklichbar, ebenfalls kontinuierlich beschickt wie der Kugelhaufenreaktor.

### Versuchsreaktor AVR

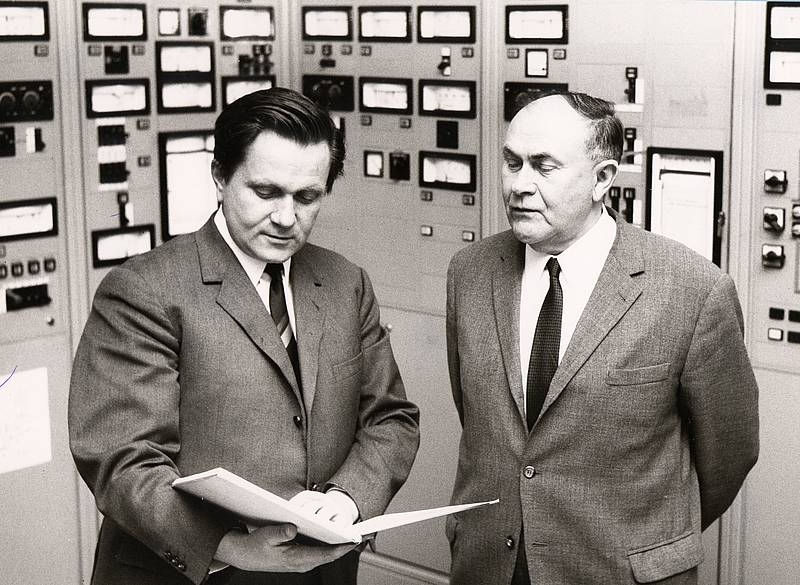
Rudolf Schulten und Werner Cautius im AVR-Leitstand

1956 wurde Schulten die Aufgabe gestellt, ein Kernkraftwerk für den kommunalen Energieversorger Stadtwerke Düsseldorf zu entwickeln. Sein Gegenüber dort war Werner Cautius, technischer Leiter der Elektrizitätswerke der Stadtwerke Düsseldorf. Cautius wünschte ein Kernkraftwerk mit Wirkungsgrad und Verfügbarkeit, wie sie bei fossilen Kraftwerken üblich sind.
Für Schulten war die Lösung das Kernkraftwerk mit Hochtemperaturreaktor (HTR) in der Bauform des kontinuierlich betriebenen Kugelhaufenreaktors mit Graphitkugeln, die zugleich Brennelementmatrix und Moderator sind, und mit Helium als Kühlmittel. Der Reaktorkern des Hochtemperaturreaktors sieht nur keramische Baumaterialien vor, um eine Kernschmelze auszuschließen. Die Idee des Kugelhaufenreaktors hatte Farrington Daniels in den 1940er-Jahren vorgestellt. Schulten hatte diese Idee bei seinen Besuchen bei Alvin Weinberg im Oak Ridge National Laboratory aufgegriffen.
1957 entschied sich Cautius auf Vorschlag von Schulten für ein Kernkraftwerk mit Kugelhaufenreaktor, betrieben mit dem Thorium-Uran-Zyklus. 1959 beauftragte die Arbeitsgemeinschaft Versuchsreaktor GmbH (Düsseldorf) die BBC-Krupp-Reaktorbau GmbH mit dem Bau eines Kernkraftwerks mit Kugelhaufenreaktor mit 15 MW Leistung. Gesellschafter der Arbeitsgemeinschaft Versuchsreaktor GmbH waren 16 kommunale Elektrizitätsversorger unter Führung der Stadtwerke Düsseldorf.
Schulten war ab 1957 für die Planung und von 1959 bis 1964 für den Bau des Kugelhaufenreaktor-Kernkraftwerks Versuchskernkraftwerk AVR der Arbeitsgemeinschaft Versuchsreaktor GmbH in Jülich in direkter Nähe der KFA Kernforschungsanlage Jülich verantwortlich. Die Anlage, konstruiert durch die Brown Boveri / Krupp Reaktorbau GmbH (BBK), ging 1967 mit einer installierten elektrischen Leistung von 15 MW in Betrieb.
Der AVR diente der Erprobung des Kugelhaufenprinzips und dem Test der Kugelbrennelemente mit unterschiedlichen Brenn- und Brutstoffbeladungen, vor allem Erprobung des Verhaltens der Brennelemente gegenüber Temperaturspitzen und mechanischer Belastung.
Bis zur Außerbetriebnahme des AVR am 31. Dezember 1988 nahm Schulten wissenschaftlichen Einfluss auf den Betrieb, vor allem auf die Experimente mit dem Versuchskernkraftwerk. So wurde auf Veranlassung von Schulten der AVR ab 1974 über 14 Jahre mit einer Austrittstemperatur des erhitzten Heliums von 950 °C betrieben.

### Prototypreaktor THTR
Schulten befasste sich seit 1962 mit dem Bau eines vergleichsweise großen Prototyps eines Kugelhaufenreaktors. Seine Überlegungen und Planungen führten zum Prototypreaktor THTR-300 mit einer elektrischen Leistung von 308 MW, der schließlich in Schmehausen bei Hamm in Nordrhein-Westfalen gebaut wurde. Eigentümer und Betreiber des THTR 300 war die Hochtemperatur-Kernkraftwerk GmbH (HKG) Gemeinsames Europäisches Unternehmen, ein Zusammenschluss der Vereinigten Elektrizitätswerke Westfalen AG (VEW) unter Klaus Knizia mit der Gemeinschaftskraftwerk Weser, Elektromark Kommunales Elektrizitätswerk Mark AG, Gemeinschaftswerk Hattingen, Stadtwerke Bremen AG und Stadtwerke Aachen AG.
Auch beim Thorium-Hochtemperaturreaktor THTR sah Schulten den Thorium-Uran-Zyklus vor.
Schulten war mit seinem Institut bei der KFA Jülich maßgeblich an der physikalischen und technischen Auslegung des THTR beteiligt. Im THTR wurden Großkomponenten für den Kugelhaufenreaktor erprobt wie der Reaktordruckbehälter aus Spannbeton, mit dem ein Bersten ausgeschlossen werden sollte, als Alternative zum Reaktordruckbehälter aus Stahl mit Berstrisiko, wie er beim Leichtwasserreaktor zum Einsatz kommt. Der THTR war im Grunde somit auch ein Versuchskernkraftwerk.
Schulten hatte keinen Einfluss auf die Termine der zögerlichen Bauphase des THTR, der erst 1985 Strom ins Verbundnetz lieferte, und er konnte die Außerbetriebnahme dieses Prototypkraftwerks 1989 nach nur etwa drei Jahren Betrieb nicht verhindern.
Der THTR und der schnelle Brüter galten in den 1970er Jahren als die beiden Flaggschiffe bundesdeutscher Reaktorforschung. Beide scheiterten.

### Projekt: „Nukleare Prozesswärme“
Angestoßen durch die 1. Internationale Konferenz der friedlichen Nutzung der Kernenergie im August 1955 in Genf und bestärkt durch die Feststellungen des Club of Rome zu den Grenzen des Wachstums 1972 und die Ölpreiskrisen 1973 und 1979/80, entwickelte Rudolf Schulten bis in die 1980er-Jahre Konzepte, wie die Wärme hoher Temperatur aus dem Kugelhaufenreaktor zur Veredelung von Braunkohle und Steinkohle, auch von Biomasse zu Gas sowie zur thermochemischen Herstellung von Wasserstoff aus Wasser zum Einsatz kommen und damit einen Beitrag im Heizwärme- und im Kraftstoffmarkt leisten könnte.
Schulten schlug vor, bei den bekannten und bewährten Verfahren der Vergasung von Braunkohle, Steinkohle und Biomasse den Energiebedarf durch Wärme aus dem Kugelhaufenreaktor zu decken (Projekt „Nukleare Vergasung“). Das erzeugte Gas könne man im Heizwärmemarkt, im Kraftstoffmarkt und zur Direktreduktion von Eisenerz verwenden.
Schulten entwickelte zudem eine Technologie, die Kernenergie aus dem Kugelhaufenreaktor in Chemische Energie von Gas umzuwandeln, um die Energie mittels Gas zu transportieren und zu lagern (Projekt „Nukleare Fernenergie“: ADAM-EVA-Kreislaufprozess unter Zuhilfenahme der endothermen Methanspaltung einerseits und der exothermen Methanisierung andererseits mit dem Transport- und Speichermedium Synthesegas). Dies könne helfen, das Problem der großtechnischen Speicherung von Elektrizität zu umgehen.
Bis 1989 war Schulten aktives Mitglied des Lenkungsausschusses der Projekte „Nukleare Vergasung“ und „Nukleare Fernenergie“. Schulten veranlasste zwei Versuchsanlagen zur Kohlevergasung, zwei Versuchsanlagen zum Kreislaufprozess des Energietransports mittels Gas (Methanspaltung und Methanisierung) und eine Versuchsanlage zur Herstellung von Treibstoff aus Erdgas (GtL-Verfahren).
Schulten initiierte den Sonderforschungsbereich 163 „Nutzung der Prozesswärme aus Hochtemperaturreaktoren“ zur Erzeugung von Wasserstoff der Deutschen Forschungsgemeinschaft. Aus Effizienzgründen schlug er vor, Wasserstoff nicht über den Umweg der Elektrizität, sondern direkt durch thermochemische Spaltung von Wasser mittels Wärme mit hoher Temperatur aus dem Kugelhaufenreaktor zu gewinnen.
Schulten subsumierte die genannten Projekte unter dem Oberbegriff Nukleare Prozesswärme. Er erarbeitete mit dem Kugelhaufenreaktor PR 500 mit einer Leistung von 500 MW thermisch das Konzept eines Kugelhaufenreaktors, mit dem eine Austrittstemperatur des Kühlmittels Helium von 1000 °C erreicht werden kann.
Bei den „Projekten der nuklearen Prozesswärme“ arbeiteten Schulten und seine Mitarbeiter bei der KFA Jülich und bei der RWTH Aachen viele Jahre mit allen namhaften deutschen Unternehmen der Kohle- und Gaswirtschaft sowie der Lieferindustrie von energetischer Großtechnik zusammen.

### Sonstige Entwicklungen
Schulten entwickelte Konzepte, wie ein Kernkraftwerk mit Kugelhaufenreaktor unterirdisch gebaut und betrieben werden kann.
Schulten projektierte Kraft-Wärme-Kopplungs-Kraftwerke mit Kugelhaufenreaktor zur Erreichung sehr hoher Wirkungsgrade für die Versorgung mit Fernwärme in Ballungsräumen, für die „nukleare Fernenergie“, für die Dampfversorgung der chemischen Großindustrie, für die thermo-chemische Produktion von Wasserstoff, für die Meerwasserentsalzung und für die Förderung von Erdöl.
Schulten war Anfang der 1970er Jahre in die Entwicklung eines HTR-Kernkraftwerks mit Heliumturbine (HHT-Projekt) im geschlossenen Gaskreislauf (Einkreisanlage) einbezogen. Dieses Anlagekonzept sollte die Anlagekosten vermindern. Schulten äußerte Vorbehalte bezüglich der technischen Machbarkeit.
Schulten regte 1970 – vor Gründung des IIASA bei Wien – an, Instrumente der Angewandten Systemanalyse zu entwickeln, mit denen die Möglichkeiten und Vorzüge der Nutzung der Kernenergie im Elektrizitäts-, im Heizwärme/Prozesswärme- und im Kraftstoffmarkt evaluiert werden können, anwendbar bei unterschiedlichen Vorgaben verschiedener Länder und Regionen.

### Vorstellungen zur Optimierung der Reaktorsicherheit

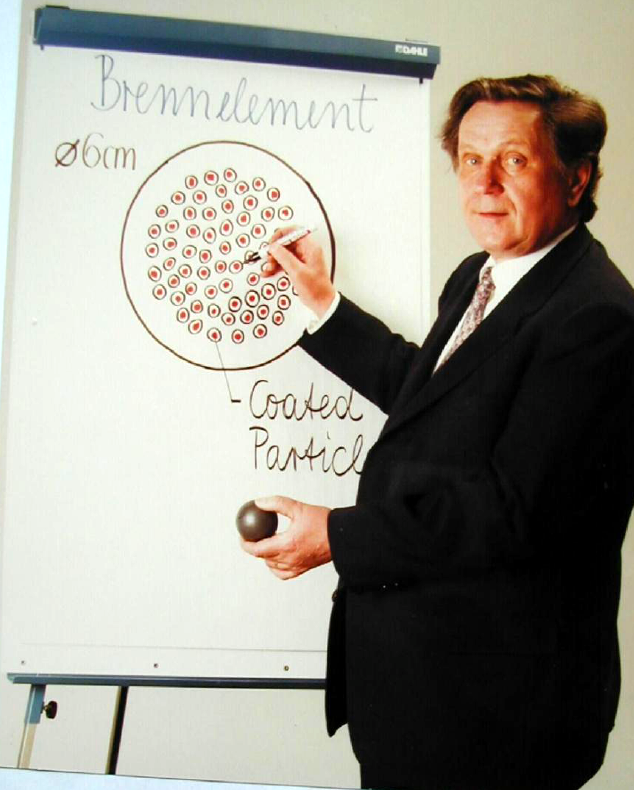
Rudolf Schulten

Wichtigster Planungsgrundsatz von Rudolf Schulten war, dass der HTR-Reaktor zur Energieerzeugung und der Helium-Kreislauf zur Wärmeabfuhr im Druckbehälter sein müssten.
Der Druckbehälter müsse ein geschlossenes System sein, aus dem kein Helium entweichen kann. Dann wäre der HTR allen anderen KKW-Konstruktionen sicherheitstechnisch überlegen.
Seit Ende der 1960er Jahre, angestoßen durch die Diskussion über ein Kernkraftwerk auf dem Gelände der BASF, Ludwigshafen am Rhein, und 1979 verstärkt nach dem Unfall des Kernkraftwerks Three Mile Island, betonte Schulten, der Kugelhaufenreaktor habe besonders gute Sicherheitsmerkmale. Heinrich Mandel hatte bei der Diskussion um das Kernkraftwerk der BASF auf die Vorbehalte in den USA verwiesen, Kernkraftwerke mit Leichtwasserreaktoren wegen der verbleibenden Wahrscheinlichkeit eines schweren Unfalls in der Nähe von Großstädten zu betreiben. Schulten verfolgte die Maxime „Sicherheit vor Wirtschaftlichkeit“.
Die guten Sicherheitsmerkmale des Kugelhaufenreaktors waren für Schulten vor allem begründet in der thermischen Unempfindlichkeit der Brennelemente des Kugelhaufenreaktors durch die keramisch umhüllten Brennstoffpartikel (englisch coated particles). Schulten verstand die coated particles als robuste Mini-Containments, in denen das radioaktive Material – zergliedert in Mini-Mengen, somit in Mini-Risiken – „verpackt“ ist. Er schlug vor, die Abfuhr der Nachzerfallswärme aus den Kugelbrennelementen durch Strahlung und Leitung zu erreichen, nicht durch aktive Kühlung, um ein Schmelzen der Brennelemente bei Ausfall der aktiven Kühlung auszuschließen. Er konzipierte dafür eine entsprechend dimensionierte Anordnung der Brennelemente.
Diese Erkenntnisse wurden in der Projektierung des Kernkraftwerks mit Kugelhaufenreaktor in der 200-MW-Klasse als HTR-Modul für dicht besiedelte Ballungsräume verwirklicht. Schulten unterstützte diese Projektierungen wie auch die Übertragung der Sicherheitseigenschaften des Moduls auf Großkraftwerke. Schulten betonte, dass der kontinuierlich beschickte Kugelhaufenreaktor keine den kerntechnischen Abbrand kompensierende Überschusskapazität an Spaltmaterial im Reaktorkern – mit dem damit verbundenen Risiko – benötigt, wie sie bei diskontinuierlich beschickten Kernreaktoren nötig ist.

### Vorstellungen zur Optimierung des Abbrands
In den 1970er Jahren untersuchte Schulten zum Erreichen eines hohen Abbrands, d. h. einer langen Verweildauer der Kugelbrennelemente im Kernreaktor, viele Varianten der Beschickung und der Brennstoffanreicherung des Kugelhaufenreaktors bis hin zur einmaligen Beschickung mit niedriger Anreicherung (OTTO-Prinzip, „Once-Through-Then-Out“).
Durch die hohe Verweildauer der Brennelemente im Kernkraftwerk können die spezifischen Kosten der Behandlung der ausgedienten Brennelemente deutlich vermindert werden bis hin zu Überlegungen der direkten Endlagerung der entnommenen Brennelemente. Die niedrige Anreicherung sollte die missbräuchliche Nutzung des Kernbrennstoffs für Nuklearwaffen ausschließen.

## Bedeutung

### Europäisches Großprojekt
Durch Schultens Forschung und Entwicklung wurde bedeutsames Wissen zur Physik und Technik von Kernreaktoren sowie zur Werkstoffkunde und Verfahrenstechnik von Hochtemperaturprozessen erarbeitet. An der Entwicklung des Kugelhaufenreaktors, vor allem der Brennelemente, waren unter seiner geistigen Führung staatliche Institutionen und Unternehmen aus dem Vereinigten Königreich, Schweden, den Niederlanden, Belgien, Frankreich, Italien, Österreich, der Schweiz und Deutschland beteiligt, wesentlich gefördert durch EURATOM.

### Maßstäbe zur Sicherheit
Schulten hat mit seiner Vorgabe, die Sicherheit eines Kernkraftwerks so weit wie irgend möglich durch eine naturgesetzlich geprägte Auslegung zu gewährleisten, d. h. möglichst ohne technisch-aktive Einrichtungen, Maßstäbe für die Diskussion zur Sicherheit der Nutzung der Kernenergie gesetzt. Er forderte Kernkraftwerke, bei denen eine Freisetzung ihres radioaktiven Inventars aus welchen Gründen auch immer nicht nur unwahrscheinlich, sondern unmöglich ist. Das Bersten des Reaktordruckbehälters sollte ausgeschlossen sein. Schulten glaubte, diese Forderungen mit dem Kugelhaufenreaktor erfüllen zu können.

### Auf dem Weg zum Demonstrationskernkraftwerk
Schulten konnte bei der Entwicklung eines Kernkraftwerks mit Kugelhaufenreaktor das Versuchskernkraftwerk AVR und das Prototypkernkraftwerk THTR, die beide seine Handschrift tragen, realisieren.
Nicht möglich war es ihm, das Kernkraftwerk mit Kugelhaufenreaktor bis zur Marktreife zu entwickeln. Die überregionalen Elektrizitätsversorgungsunternehmen (EVU) in Deutschland, allen voran die RWE AG (ehedem Rheinisch-Westfälisches Elektrizitätswerk AG) unter Heinrich Mandel, hatten sich zu Anfang der 1960er-Jahre mit dem Leichtwasserreaktor angefreundet. Spätestens 1969 nach der Inbetriebnahme des 652-MWel-Kernkraftwerks Oyster Creek (USA) mit Siedewasserreaktor legten sich die überregionalen EVU endgültig auf Kernkraftwerke mit Leichtwasserreaktor fest, vor allem wegen dessen damals vergleichsweise günstiger Anlagekosten. Ein Wettbewerb mit anderen Kernreaktortypen wurde nicht gesehen; stattdessen fand bei den EVU der Wettbewerb des Leichtwasserreaktors mit Kohl-, Öl- und Erdgaskraftwerken große Beachtung. Nach Einschätzung von HTR-Befürwortern war eine weitere europäische Großtechnologie der Erzeugung von Elektrizität aus Kernenergie bei den überregionalen EVU nicht erwünscht und bei den regionalen EVU nicht darstellbar, erst recht nicht eine solche mit damals höheren Anlagekosten, wie es beim Kernkraftwerk mit Kugelhaufenreaktor der Fall war. Eine Ausnahme bildete das EVU Vereinigte Elektrizitätswerke Westfalen AG (VEW), für das „die erfolgreiche Inbetriebnahme und der erfolgreiche Betrieb des THTR-300“ eine Voraussetzung für seine „positive Entscheidung“ zum HTR sein sollten. Die schlechten Betriebserfahrungen mit dem THTR-300 und seine dadurch bedingt frühe Stilllegung bewirkten insgesamt, dass das Interesse am HTR schwand. Obendrein kamen AVR und THTR mit ihren Inbetriebnahmen in den Jahren 1967 und 1985 zu spät.
Ein kommerzielles Demonstrationskernkraftwerk mit Kugelhaufenreaktor mit Thorium-Uran-Zyklus, das die beim Versuchskernkraftwerk AVR und beim Prototypkernkraftwerk THTR gesammelten Erfahrungen und die erarbeiteten Empfehlungen hätte berücksichtigen können, kam nicht zustande.
Basierend auf den Arbeiten von Rudolf Schulten und seinen Mitarbeitern sowie den Erfahrungen und Empfehlungen wurden weiterführende Ideen für ein Demonstrationskernkraftwerk mit Kugelhaufenreaktor für den Elektrizitäts-, Heizwärme/Prozesswärme- und/oder Kraftstoffmarkt entwickelt.

### Nachweis Machbarkeit „Nukleare Prozesswärme“
Schulten konnte die Machbarkeit der Einspeisung von Hochtemperaturwärme und Elektrizität aus dem Kugelhaufenreaktor in die technischen Prozesses der Vergasung von Kohle und der Spaltung von Methan und für den Transport und die Speicherung von Kernenergie mittels Synthesegas statt mit Elektrizität nachweisen. Prototypanlagen, gar Demonstrationsanlagen konnte Schulten nicht verwirklichen. Die Kohle- und Gaswirtschaft war nicht bereit, in solche Anlagen zu investieren.

### Vorstellungen zur sicherheitstechnischen Optimierung der Brennstoffkette
Schulten wies darauf hin, dass das Problem des hochradioaktiven Abfalls der Kernkraftwerke ein Problem der Qualität und nicht ein Problem der Quantität ist, begründet in der hohen Energiedichte der Kernenergie. Schulten merkte an, dass der Energieinhalt von 1 Gramm Kernbrennstoff (mit der Spaltungsproduktion von 1 Gramm Spalt- und Zerfallsprodukten → Qualität) dem Energieinhalt von 3 Tonnen Kohle (mit der Verbrennungsproduktion von 9 Tonnen CO2 → Quantität) entspricht.
Schulten regte an, für Leichtwasserreaktoren zur Behandlung der hochaktiven Abfälle die Kombination der chemischen Wiederaufarbeitung zur Gewinnung des erbrüteten Plutoniums mit den physikalischen Prozessen Spallation und Transmutation zu verfolgen und für die kommerzielle Nutzung zu entwickeln, unter Hinnahme der betrieblichen und sicherheitstechnischen Risiken solcher Anlagen. Wegen der geringen Volumina des hochaktiven Abfalls, begründet in der Energiedichte der Kernenergie, erklärte Schulten eine oberirdische Zwischenlagerung des hochaktiven Abfalls bis zur endgültigen Erarbeitung von Methoden der Behandlung und Entsorgung für sicherheitstechnisch lösbar und für wirtschaftlich vertretbar.
Schulten forderte die Betrachtung eines übergeordneten Sicherheitskonzepts der gesamten Brennstoffkette vom Erzabbau über die Anreicherung und die Kernspaltung im Kernreaktor bis zur Entsorgung der nuklearen Abfälle, aber auch um die Gewinnung von Material für Nuklearwaffen aus den kernenergetisch abgebrannten Brennelementen unmöglich zu machen. Er verwies ab Mitte der 1980er-Jahre auf das Potenzial des Kugelhaufenreaktors, die kernenergetisch abgebrannten Kugelbrennelemente ohne Zerlegung, d. h. in Gänze endzulagern. Er erbrachte den Nachweis, dass im Kugelhaufenreaktor bei langen Standzeiten der Brennelemente mit direkter Nutzung des Brennstoffs U233 eine externe Wiederaufarbeitung zur Gewinnung des Brennstoffs Uran-233, d. h. eine Weiterentwicklung des Thorex-Prozesses für Hochtemperaturrektoren, ähnlich dem PUREX-Prozess für Leichtwasserreaktoren, nicht erforderlich ist. Schulten vertrat die Ansicht, dass die Graphitkugeln mit ihren keramisch umhüllten Brennstoffpartikeln wegen deren Festigkeit und Dichtigkeit eine Endlagerung in großen, geologischen Tiefen von einigen Kilometern, sehr weit entfernt von der Biosphäre, ohne Behandlung zulassen. Ein Vergleich der Kosten der direkten Endlagerung der Graphitkugeln mit dem kerntechnisch abgebrannten Brennstoff beim HTR, d. h. ohne chemische und physikalische Behandlung, einerseits und der Endlagerung des kerntechnisch abgebrannten Brennstoffs nach chemischer und physikalischer Behandlung beim LWR andererseits, jeweils unter Berücksichtigung der Risiken, erfolgte nicht.

### Internationale Aktivitäten
Nachdem die Kraftwerke mit Kugelhaufenreaktor AVR und THTR Ende der 1980er-Jahre abgestellt wurden, war Schulten international beratend und publizistisch tätig. Bis zu seinem Tod 1996 unterstützte Schulten das Engagement für den Kugelhaufenreaktor außerhalb Deutschlands:
Vor allem beriet Schulten in der Volksrepublik China, wo seinerzeit die ersten Entscheidungen über den Ausbau der Versorgung mit Elektrizität und Erdgas getroffen wurden. Diese Aktivität wurde durch die Erklärung zu China des Europäischen Rates vom Juni 1989 mit seinem Militär-Embargo nicht eingeschränkt. An der Tsinghua-Universität in Peking wurde Ende der 1990er-Jahre der Testreaktor HTR-10 mit 10 MW thermischer Leistung nach der bei Siemens entwickelten Konzeption des HTR-Moduls gebaut; er diente vor allem umfangreichen Sicherheitstests. 2012 begann der Bau einer Doppelblockanlage aus zwei Kugelhaufenreaktoren (auch HTR-Modul) mit je 250 MW thermischer Leistung auf einem gemeinsamen Turbinensatz mit 211 MW installierter elektrischer Leistung am Standort Shidaowan nahe der Küstenstadt Rongcheng in der ostchinesischen Provinz Shandong.
Sie sollte 2016 in Betrieb gehen, nach Verzögerungen begannen Versuchsläufe im August 2018.
Ab 1982 informierte Schulten Südafrika über den Kugelhaufenreaktor, schon zu Zeiten der Apartheid-Regierung. Lieferanten von kerntechnischen Anlagen waren wegen des internationalen Waffen-Embargos von 1963 und des internationalen Öl-Embargos von 1987 gegenüber Südafrika nicht bereit zu einer Zusammenarbeit. 1990 kam eine Studie der südafrikanischen Regierung zur Frage, ob der Kugelhaufenreaktor wegen seines geräuscharmen Betriebs als Antrieb für U-Boote, auch zur Unterstützung der damals vorhandenen atomaren Bewaffnung des Landes, in Frage kommt, zu dem Ergebnis, dass wegen der niedrigen Leistungsdichte und des damit verbundenen großen Bauvolumens dieser Reaktor dafür nicht geeignet ist. Das bestätigte die Entwicklung in anderen Ländern, nämlich dass sich vor allem der kompakte Leichtwasserreaktor als Energiequelle für U-Boote anbietet, allerdings unter Hinnahme seines Sicherheitsdefizits. Mit Ende des Apartheid-Regimes 1993/94 entstand in Südafrika das zivile Reaktorprojekt PBMR, ein Kugelhaufenreaktor mit einer Heliumturbine im Kreisprozess. Das Projekt wurde 2010 wegen seiner angezweifelten Machbarkeit und einer nicht darstellbaren Finanzierung beendet.

### Hochschullehrer
Der Hochschullehrer Schulten betreute etwa 400 Diplomarbeiten und etwa 300 Dissertationen, letztere zum überwiegenden Teil aus der KFA Jülich oder der Industrie. Die Arbeiten behandelten technische, physikalische oder wirtschaftliche Aufgabenstellungen im Zusammenhang mit einer effizienten, sicheren und kostengünstigen Nutzung der Kernenergie im Elektrizitäts- wie auch im Wärme- und im Kraftstoffmarkt.

## Ehrungen
- 1971: Mitglied der Nordrhein-Westfälischen Akademie der Wissenschaften und der Künste
- 1972: Otto-Hahn-Preis der Stadt Frankfurt am Main[82]
- 1975: Grashof-Denkmünze des Vereins Deutscher Ingenieure
- 1978: Korrespondierendes Mitglied der United States National Academy of Engineering
- 1981: Mitglied des Conrad-Matschoß-Kreises des Vereins Deutscher Ingenieure VDI
- 1986: Aachener und Münchener Preis für Technik und angewandte Naturwissenschaften der Carl-Arthur Pastor-Stiftung
- 1987: Ehrenmitglied der Kerntechnischen Gesellschaft (KTG)
- 1987: Werner-von-Siemens-Ring für Verdienste um Naturwissenschaft und Technik[83]
- 1989: Großes Verdienstkreuz des Verdienstordens der Bundesrepublik Deutschland
- 1990: Ehrenpreis der General Atomics und der University of California, San Diego, USA
- 1992: Professor h. c. der Tsinghua-Universität in Peking, Volksrepublik China
- 1993: Dr.-Ing. E. h. der Universität-Gesamthochschule Essen
- 1997: Rudolf-Schulten-Straße in Jülich

## Schriften
- Rudolf Schulten, Wernfried Güth: Reaktorphysik (2 Bände). Bibliographisches Institut Mannheim, BI Hochschultaschenbücher, Band 1: Der Reaktor im stationären Betrieb, 1960; Band 2: Der Reaktor im nichtstationären Betrieb, 1962.
- Kurt Kugeler, Rudolf Schulten: Hochtemperaturreaktortechnik. Springer Verlag, Berlin/Heidelberg 1989, ISBN 978-3-642-52333-5.